# تئودور بانف
تئودور بانف (بلغاری: Теодор Банев؛ زادهٔ ۷ اوت ۱۹۸۷) بازیکن فوتبال اهل بلغارستان است.